# NGC 4465
NGC 4465 ist eine Spiralgalaxie vom Hubble-Typ Sc im Sternbild Jungfrau an der Ekliptik. Sie ist schätzungsweise 327 Millionen Lichtjahre von der Milchstraße entfernt und hat einen Durchmesser von etwa 45.000 Lichtjahren. Unter der Katalognummer VCC 1182 wird sie als Mitglied des Virgo-Galaxienhaufens aufgeführt, ist dafür jedoch zu weit entfernt. 

Im selben Himmelsareal befinden sich u. a. die Galaxien NGC 4464, NGC 4467, NGC 4470, NGC 4472.
Das Objekt wurde am 31. März 1886 vom französischen Astronomen Guillaume Bigourdan entdeckt.